# Richard Heales
Richard Heales (22 février 1822 - 19 juin 1864), est un homme politique australien, quatrième Premier ministre du Victoria. 
Heales est né à Londres et tait le fils d'un quincaillier. Il travailla comme apprenti carrossier et émigra au Victoria avec son père en 1842. Il a travaillé pendant quelques années comme ouvrier avant de s'installer à son compte comme charron carrossier en 1847. Par la suite, il est devenu de plus en plus prospère. Il a été abstinent vis-à-vis de l'alcool et l'un des principaux leaders des campagnes de tempérance. Le Temperance Hall de Russell Street a été construit en grande partie grâce à ses efforts. 
Heales a été élu au conseil municipal de Melbourne en 1850. Il démissionna en 1852 et retourna en Angleterre, mais fut de retour à Melbourne à temps pour la première élection tenue en vertu de la nouvelle Constitution du Victoria, en septembre 1856. Il fut candidat à l'Assemblée législative au siège de Melbourne, mais fut battu. Il fut élu dans la circonscription de Bourke-est lors d'une élection partielle en mars 1857 et occupa le siège pour le reste de sa vie. 
En octobre 1860, Heales devint le chef de file contre le projet de loi sur la terre présenté par le gouvernement de William Nicholson. Lorsque le gouvernement Nicholson fut battu en novembre 1860, Heales est devenu premier ministre et secrétaire colonial. Heales se mit à prêcher pour sa propre politique foncière, mais en juin 1861 il a fut battu sur un vote de confiance. Il obtint une dissolution du parlement et, grâce à un fort soutien rural, fut réélu avec une majorité accrue. En novembre 1861, cependant, certains de ses principaux partisans lui firent défection, et il démissionna de son poste de premier ministre. 
Bien qu'il ait été un fervent congrégationaliste, Heales a été un adversaire du financement des religions par l'État comme le prévoyait la Constitution victorienne et il était favorable à une éducation laïque unifiée. Les anglicans et les catholiques, pour leur part, étaient favorables à un financement par l'État des écoles religieuses. En 1862, Heales présenta un projet de loi créant un Conseil de l'enseignement unique afin de rationaliser le système scolaire, qui fut adopté avec un large appui. 
Lorsque John O'Shanassy fut renversé pour la troisième fois de son poste de premier ministre en juin 1863, Heales a été nommé Président du Conseil de l'aménagement du territoire et des Travaux publics (Board of Land and Works) et chargé des terres de la Couronne dans le gouvernement de James McCulloch. Il proposa deux autres projets de loi sur la propriété des terres au cours de cette période, mais les deux furent rejetées par le Conseil législatif. 
Heales est tombé malade en 1864, et est mort en juin.